# 魏德豪斯
魏德豪斯是德国巴伐利亚州的一个市镇。总面积37.33平方公里，总人口2352人，其中男性1206人，女性1146人（2011年12月31日），人口密度63人/平方公里。